# جهاز متعدد البوابات

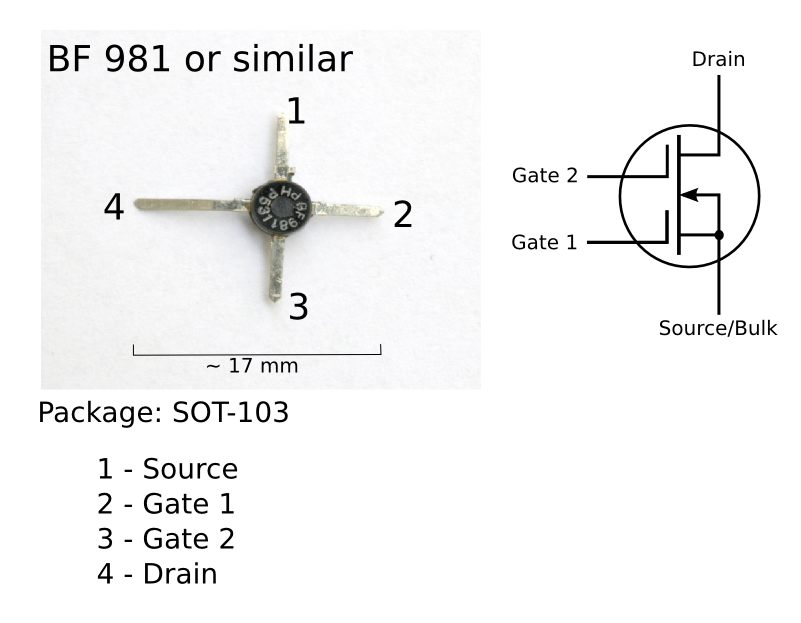

يشير الجهاز متعدد البوابات أو موسفت متعدد البوابات أو ترانزستور التأثير الحقلي متعدد البوابات (ماغفت) إلى موسفت (ترانزستور التأثير الحقلي للأكاسيد المعدنية لأشباه الموصلات) الذي يتضمن أكثر من بوابة واحدة في جهاز واحد. يمكن التحكم في البوابات المتعددة بواسطة قطب بوابة واحد، حيث تعمل أسطح البوابات المتعددة كهربائيًا بمثابة بوابة واحدة، أو بواسطة الأقطاب الكهربائية لبوابة مستقلة. يُطلق على الجهاز متعدد البوابات الذي يستخدم الأقطاب الكهربائية للبوابة المستقلة أحيانًا ترانزستور متعدد البوابات المستقلة ذو التأثير الحقلي (ميغفت). أكثر الأجهزة متعددة البوابات استخدامًا هي فينفت (ترانزستور الزعفنة ذو التأثير الحقلي) و غافت (ترانزستور البوابة ذو التأثير الحقلي الكامل)، وهي ترانزستورات غير مستوية أو ترانزستورات ثلاثية الأبعاد.
تعد الترانزستورات متعددة البوابات واحدة من الاستراتيجيات العديدة التي طُورت من قبل مصنعي أشباه الموصلات موس لإنشاء معالجات دقيقة وخلايا ذاكرة أصغر حجمًا، يُشار إليها بالعامية باسم توسيع قانون مور. أُبلغ عن جهود التطوير في الترانزستورات متعددة البوابات من قبل المختبر الكهربائي التقني، وشركة توشيبا، ومعهد غرينوبل للتقنية، وشركة هيتاشي، وشركة آي بي إم، وشركة تايوان لصناعة أشباه الموصلات المحدودة، وجامعة كاليفورنيا في بركلي، وشركة انفينيون للتقنيات، وشركة إنتل، وشركة إيه إم دي، وإلكترونيات سامسونغ، والمعهد الكوري المتقدم للعلوم والتكنولوجيا، وشركة فريسكال لصناعة أشباه الموصلات، وغيرها، وتوقعت آي تي آر إس بشكلٍ صحيح أن مثل هذه الأجهزة ستكون الأساس لتقنيات أصغر من 32 نانومتر. إن العقبة الرئيسية أمام التنفيذ الواسع النطاق هي قابلية التصنيع، لأن كلًا من التصاميم المستوية وغير المستوية تمثل تحديات كبيرة، خاصةً فيما يتعلق بالطباعة الحجرية والتنميط. وتشمل الاستراتيجيات التكميلية الأخرى لتطوير الأجهزة هندسة جهد القناة، والتقنيات المستندة إلى السيليكون على عازل، بدرجة k مرتفعة/ ومواد البوابة المعدنية.
تُستخدم وحدات موسفت ذو البوابتين بشكلٍ شائع في مازجات التردد العالي جدًا (في إتش إف) وفي مضخمات أمامية حساسة لترددات عالية جدًا. وهي متوفرة من شركات مصنعة مثل موتورولا وإن إكس بّي لأشباه الموصلات وهيتاشي.

## الأنواع
يمكن العثور على عشرات الأشكال المختلفة للترانزستورات المتعددة البوابات في البحوث. بشكلٍ عام، يمكن تمييز هذه الأشكال المختلفة وتصنيفها من حيث التصميم (التصاميم المستوية مقابل التصاميم غير المستوية) وعدد القنوات/ البوابات (2 أو 3 أو 4).

### موسفت مستوٍ ذو بوابتين (دي جي موس)
يستخدم الموسفت المستوي ذو البوابتين عمليات تصنيع مستوية تقليدية (طبقة تلو الأخرى) لإنشاء أجهزة موسفت ذات بوابتين (ترانزستور التأثير الحقلي للأكاسيد المعدنية لأشباه الموصلات)، وتجنب متطلبات الطباعة الحجرية الأكثر قساوة المرتبطة بالتصميمات غير المستوية، هياكل الترانزستور الرأسي. في الترانزستورات المستوية ذات البوابتين، تكون القناة بين المصدر - المصب محصورة بين اثنين من أكاسيد البوابات المصنعة بشكلٍ مستقل/ حزم أكسيد البوابة. يتمثل التحدي الأساسي لتصنيع هذه الهياكل في تحقيق التوافق الذاتي المناسب بين البوابات العلوية والسفلية.
بعد 20 عامًا من عرض موسفت لأول مرة بواسطة محمد عطا الله وداوون كانغ من مختبرات بل في عام 1960، اقترح توسيهيرو سيكيغاوا مفهوم موسفت ذو البوابتين من المختبر الكهربائي التقني (إي تي إل) في براءة اختراع لعام 1980 التي تمثل ترانزستورات إكس موس المستوية. ابتكر سيكيغاوا ترانزستور إكس موس بالتعاون مع يوتاكا هياسي في المختبر الكهربائي التقني عام 1984. وأظهرا أن تأثيرات القناة القصيرة يمكن تقليلها بشكل كبير عن طريق وضع جهاز منضب بالكامل من السيليكون على عازل (إس أو آي) بين قطبي بوابة متصلان ببعضهما البعض.
ابتكر سيكيغاوا جهاز إكس موس بطول بوابة 2 ميكرومتر في عام 1987. في عام 1988، ابتكر فريق أبحاث آي بي إم بقيادة بيجان دافري، أجهزة سيموس ذو البوابتين بحجم 180 نانومتر إلى 250 نانومتر. في عام 1992، ابتكر سيكيغاوا جهاز إكس موس  380 نانومتر. في عام 1998، ابتكر إي سوزوكي جهاز إكس موس  40 نانومتر. تحول تركيز البحث والتطوير (آر آند دي) في دي جي موس بعيدًا عن تقنية دي جي موس المستوية، نحو تقنيات فينفت غير المستوية (ترانزستور التأثير الحقلي) وغافت (ترانزستور التأثير الحقلي الكامل).

## متطلبات الصناعة
كانت الترانزستورات المستوية جوهر الدارات المتكاملة لعدة عقود، انخفض خلالها حجم الترانزستورات الفردية بشكل مطرد. مع انخفاض الحجم، تعاني الترانزستورات المستوية بشكلٍ متزايد من تأثير القناة القصيرة غير المرغوب فيه، خاصةً تسرب التيار «في حالة الإيقاف»، ما يزيد من الطاقة الخاملة التي يحتاجها الجهاز.
في الجهاز متعدد البوابات، تُحاط القناة بالعديد من البوابات على أسطح متعددة. وبالتالي يوفر تحكمًا كهربائيًا أفضل على القناة، ما يسمح بكتم فعال لتسرب التيار «في حالة الإيقاف». تسمح البوابات المتعددة أيضًا بمرور التيار المعزز في حالة «التشغيل»، والمعروف أيضًا باسم تيار التشغيل. توفر الترانزستورات متعددة البوابات أيضًا أداءً تماثليًا أفضل بسبب زيادة الربح الفعلي وإنقاص معامل تغير طول القناة. تُترجم هذه المزايا إلى انخفاض استهلاك الطاقة وتحسين أداء الجهاز. الأجهزة غير المستوية هي أيضًا أصغر حجمًا من الترانزستورات المستوية التقليدية، ما يتيح كثافة ترانزستور أعلى والتي تترجم إلى إلكترونيات دقيقة أصغر.

### تحديات عملية التكامل
تتضمن التحديات الأساسية لدمج الأجهزة المتعددة غير المستوية في عمليات تصنيع أشباه الموصلات التقليدية ما يلي:
- تصنيع سيليكون رقيق «زعنفة» بعرض عشرات النانومترات.
- تصنيع البوابات المتطابقة على جوانب متعددة من الزعنفة.